# Sony α77
La Sony α77 è stata l'ammiraglia della linea di fotocamere Sony α SLT di fascia media di Sony.
Successore della Sony α700, è dotata di un sensore CMOS APS-C HD da 24,3 MP e ha una modalità di scatto a raffica da 12 fps.
La fotocamera è dotata della tecnologia "translucent mirror" brevettata da Sony.
Il 1° maggio 2014 è stata annunciata la sua sostituzione, la α77 II (ILCA-77M2), con disponibilità a giugno.